# Иулиан из Кальяри
Иулиан (? - ?) — мученик из Кальяри.

## Агиография
Святой Иулиан по преданию был графом в Кальяри. Он был умучен.

## Память
День памяти — 7 января.
Его мощи почивают в Кальяри, Сардиния. Известен храм святого Иулиана в Селарджусе . В Виллановатуло  святого поминают во второе воскресение июня.
Также 7 января поминают святого диакона Иулиана.

## Примечание
1. ↑  Храм святого Иулиана (недоступная ссылка)